# Horst-Günter Gregor
Horst-Günther Gregor (Polonia, 24 de julio de 1938-Leipzig, 25 de abril de 1995) fue un nadador alemán de origen polaco especializado en pruebas de estilo libre, donde consiguió ser subcampeón olímpico en 1964 en los 4 x 100 metros estilos.

## Carrera deportiva
En los Juegos Olímpicos de Tokio 1964 ganó la medalla de plata en los relevos de 4 x 100 metros estilos, con un tiempo 4:01.6 segundos, tras Estados Unidos (oro) y por delante de Australia (bronce); sus compañeros de equipo fueron los nadadores: Ernst Küppers, Egon Henninger y Hans-Joachim Klein.